# شاؤول موفاز
شاؤول موفاز (بالعبرية: שאול מופז) ولد بتاريخ 4 نوفمبر 1948 هو عضو كنيست عن حزب كاديما، وكان بالسابق رئيس هيئة الأركان العامة ال16 لالجيش الإسرائيلي ووزير الدفاع ال15. ولد شاؤول في إيران عام 1948 وجاء إلى إسرائيل مع عائلته عام 1957. وصلت عائلته إلى إيلات وهناك تعلم بالمدرسة الابتدائية. وتابع تعليمه في مدينة نهلال. اليوم هو متزوج ولديه 4 أبناء.

## النشاط العسكري
تجند في الجيش عام 1966 وتطوع للواء المظليين، ليلعب شتى الأدوار القيادية ابتداءً من قائد فصيلة وانتهاءً بقائد اللواء. في حرب الأيام الستة كان مظليا محاربا في سيناء وفي حرب الاستنزاف كان قائد أحد فصائل كتيبة 890 للواء المظليين. وفي حرب يوم الغفران (حرب أكتوبر 1973) كان قائدًا لوحدة المظليين النخبوية. في عام 1976اشترك في عملية عنتيبي، وفي فترة حرب لبنان الاولى كان قائدا لأحد ألوية المشاة في المنطقة الشمالية، وبالتالي تم تعيينه قائدا لمدرسة الضباط التابعة لالجيش الإسرائيلي. وفي عام 1986 تم تعييه قائدا للواء المظليين. في عام 1988 تمت ترقيته إلى رتبة عميد إذ تعين قائدا لفرقة احتياطية مدرعة. وفي عام 1990 تعين قائدا لمفرزة الجليل. كما في عام 1993 تم تعيينه قائدا لقوات الجيش الإسرائيلي في منطقة يهودا والسامرة. وفي عام 1994 تمت ترقيته إلى رتبة لواء ليتعين قائدا للمنطقة الجنوبية. وفي عام 1996 تعين رئيسا لقسم التخطيط التابع لقيادة الأركان العامة. وفي عام 1997 تم تعيينه نائبا لرئيس الأركان العامة ورئيسا لقسم المخابرات.
قام موفاز بتسمية ابنه «يوناتان» لتخليد اسم قائده الذي كان قائد الوحدة الخاصة الإسرائيلية التي اشتركت في عملية عنتيبي وهو يوناتان نتنياهو أخ رئيس الوزراء الإسرائيلي بنيامين نتنياهو. وقد تأثر شاؤول موفاز من يوناتان الذي ضحى بحياته لإنجاح العملية وتحرير الرهائن
أصبح بتاريخ 9 يوليو 1998 رئيساً للأركان وقام وزير الدفاع في آنذاك «يتسحاق مردخاي» بتعيينه خلفاً للجنرال «امنون لفقين».ولم تكن مهمته سهلة حيث اشتعلت انتفاضة فلسطينية ثانية وأيضا بتاريخ 29 مارس 2002 قام الجيش الإسرائيلي بعملية السور الواقي. أنها موفاز مهامه كرئيس للأركان بتاريخ 9 يوليو 2002.
عُيّن شاؤول موفاز وزيراً للدفاع في 4 نوفمبر 2002 وأيضاً هنا مهمته لم تكن سهلة حيث اشرف على خطة فك الارتباط الأحادية الإسرائيلية. واشرف أيضاً على بناء الجدار العازل مع انه كان معارضاً لبنائه في البداية ولكنه ايد بنائه فيما بعد. وأيضا اشرف على عملية تبديل أسرى مع حزب الله.
بعد انهاء مهامه كوزير للدفاع انتقل موفاز ليكون وزير للمواصلات واليوم هو عضو كنيسة عن حزب كاديما والعضو الثاني بالحزب بعد تسيبي ليفني ومنافسها على رئاسة الحزب. ووظائفه هي:
رئيس لجنة الخارجية والأمن
- رئيس اللجنة المشتركة لميزانية الأمن
- عضو في اللجنة المشتركة للجنة الدستور والقانون والقضاء ولجنة المالية بشأن قانون التصنت السري
- عضو في لجنة الخارجية والأمن .

## ثقافة
خريج كلية القيادة والأركان التابعة لمشاة البحرية الأمريكية (المارينز) في كوانتيكو بولاية فرجينيا
يحمل شهادة البكالوريوس في موضوع إدارة الأعمال من جميعة بار إيلان كما تعلم أيضًا في هذه الجامعة للحصول على شهادة الماجيستر في هذا الموضوع .

## روابط خارجية
- شاؤول موفاز على موقع IMDb (الإنجليزية)
- شاؤول موفاز على موقع الموسوعة البريطانية (الإنجليزية)
- شاؤول موفاز على موقع مونزينجر (الألمانية)